# Nepál az 1992. évi nyári olimpiai játékokon
Nepál a spanyolországi Barcelonában megrendezett 1992. évi nyári olimpiai játékok egyik résztvevője volt. Az országot az olimpián 2 sportágban 2 sportoló képviselte, akik érmet nem szereztek.

## Atlétika
Férfi
| Versenyző           | Versenyszám | Eredmény | Helyezés |
| ------------------- | ----------- | -------- | -------- |
| Hari Bahadur Rokaya | Maraton     | 2:32:26  | 70.      |

## Sportlövészet
Női
| Versenyző      | Versenyszám | Selejtező | Selejtező | Döntő   | Döntő    |
| Versenyző      | Versenyszám | Pont      | Helyezés  | Pont    | Helyezés |
| -------------- | ----------- | --------- | --------- | ------- | -------- |
| Anita Shrestha | Légpuska    | 374       | 45.       | kiesett | kiesett  |